# 巴山镇 (崇仁县)
巴山镇，是中华人民共和国江西省抚州市崇仁县下辖的一个乡镇级行政单位。

## 行政区划
巴山镇下辖以下地区：
道南社区、中山社区、新街社区、城北社区、中大社区、西路社区、胜利社区、黄家社区、巴山村、宝水村、罗溪村、乐丰村、竹山村、永胜村、何家村、里坊村、跃进村、光明村、永红村、圩里村、罗枧村、洋洲村、中分村、萱华村、刘渡村、开发村和东门村。